# Charops diversipes
Charops diversipes là một loài tò vò trong họ Ichneumonidae.